# Jerome (Idaho)
Jerome é uma cidade localizada no estado americano de Idaho, no Condado de Jerome.

## Demografia
Segundo o censo americano de 2000, a sua população era de 7780 habitantes.
Em 2006, foi estimada uma população de 8687, um aumento de 907 (11.7%).

## Geografia
De acordo com o United States Census Bureau tem uma área de
8,3 km², dos quais 8,3 km² cobertos por terra e 0,0 km² cobertos por água. Jerome localiza-se a aproximadamente 1149 m acima do nível do mar.

## Localidades na vizinhança
O diagrama seguinte representa as localidades num raio de 28 km ao redor de Jerome.